# Sakura Yosozumi
Sakura Yosozumi (n. 15 martie 2002, Iwade, Prefectura Wakayama, Japonia) este o sportivă ce a reprezentat Japonia, medaliată olimpică. A participat la o ediție a Jocurilor Olimpice (2020) în care a câștigat o medalie de aur.

## Participări
Lista de mai jos prezintă principalele competiții la care a participat Sakura Yosozumi de-a lungul carierei.
- Skateboarding la Jocurile Olimpice de vară din 2020 - park feminin[4]